# 洪水镇 (民乐县)
洪水镇，是中华人民共和国甘肃省张掖市民乐县下辖的一个乡镇级行政单位。

## 行政区划
洪水镇下辖以下地区：
县府街社区、团结巷社区、东街社区、南街社区、西街社区、北街社区、城关村、八一村、乐民村、益民村、新丰村、黄青村、新墩村、费寨村、汤庄村、吴庄村、刘山村、戎庄村、烧房村、叶官村、里仁村、苏庄村、马庄村、于庄村、单庄村、李尤村、刘总旗村、上柴村、下柴村、友爱村、红石湾村、老号村和山城村。